# Campionati italiani di pentathlon moderno
I Campionati italiani di pentathlon moderno sono la competizione annuale che assegna il titolo di campione assoluto d'Italia. Sono organizzati dalla Federazione Italiana Pentathlon Moderno (FIPM). Gli attuali detentori del titolo nazionale sono Roberto Micheli e Valentina Martinescu.

## Storia
I Campionati italiani di pentathlon moderno si svolgono dal 1940 e mettono in palio il titolo nazionale nelle categorie maschili e femminili.

## Albo d'oro
Di seguito i rispettivi albi d'oro maschile e femminile dall'anno 2000 ad oggi.

### Maschile
| Anno | Vincitore              |
| ---- | ---------------------- |
| 2000 | Stefano Giommoni       |
| 2001 | Andrea Valentini       |
| 2002 | Andrea Valentini       |
| 2003 | Andrea Valentini       |
| 2004 | Federico Simonetti     |
| 2005 | Andrea Valentini       |
| 2006 | Stefano Pecci          |
| 2007 | Nicola Benedetti       |
| 2008 | Andrea Valentini       |
| 2009 | Federico Giancamilli   |
| 2010 | Riccardo De Luca       |
| 2011 | Riccardo De Luca       |
| 2012 | Fabio Poddighe         |
| 2013 | Fabio Poddighe         |
| 2014 | Fabio Poddighe         |
| 2015 | Auro Franceschini      |
| 2016 | Fabio Poddighe         |
| 2017 | Giuseppe Mattia Parisi |
| 2018 | Nicola Benedetti       |
| 2019 | Matteo Cicinelli       |
| 2020 | Nicola Benedetti       |
| 2021 | Giorgio Malan          |
| 2022 | Giorgio Malan          |
| 2023 | Giuseppe Mattia Parisi |
| 2024 | Roberto Micheli        |

### Femminile
| Anno | Vincitrice             |
| ---- | ---------------------- |
| 2000 | Claudia Corsini        |
| 2001 | Claudia Corsini        |
| 2002 | Claudia Corsini        |
| 2003 | Sara Bertoli           |
| 2004 | Federica Foghetti      |
| 2005 | Sara Bertoli           |
| 2006 | Claudia Corsini        |
| 2007 | Sara Bertoli           |
| 2008 | Lavinia Bonessio       |
| 2009 | Claudia Cesarini       |
| 2010 | Federica Spagnoli      |
| 2011 | Claudia Cesarini       |
| 2012 | Gloria Tocchi          |
| 2013 | Clara Cesarini         |
| 2014 | Gloria Tocchi          |
| 2015 | Gloria Tocchi          |
| 2016 | Aurora Tognetti        |
| 2017 | Gloria Tocchi          |
| 2018 | Irene Prampolini       |
| 2019 | Maria Beatrice Mercuri |
| 2020 | Alice Sotero           |
| 2021 | Elena Micheli          |
| 2022 | Elena Micheli          |
| 2023 | Alice Sotero           |
| 2024 | Valentina Martinescu   |